# بني المصابي (بني قيس الطور)

تعديل مصدري - تعديل

بني المصابي هي إحدى قرى [[عزلة ربع المصابي (حجة)مديرية بني قيس الطور التابعة [[لمحافظة حجه، بلغ تعداد سكانها 1720 نسمة حسب تعداد اليمن لعام 2004.